# Generalmajor

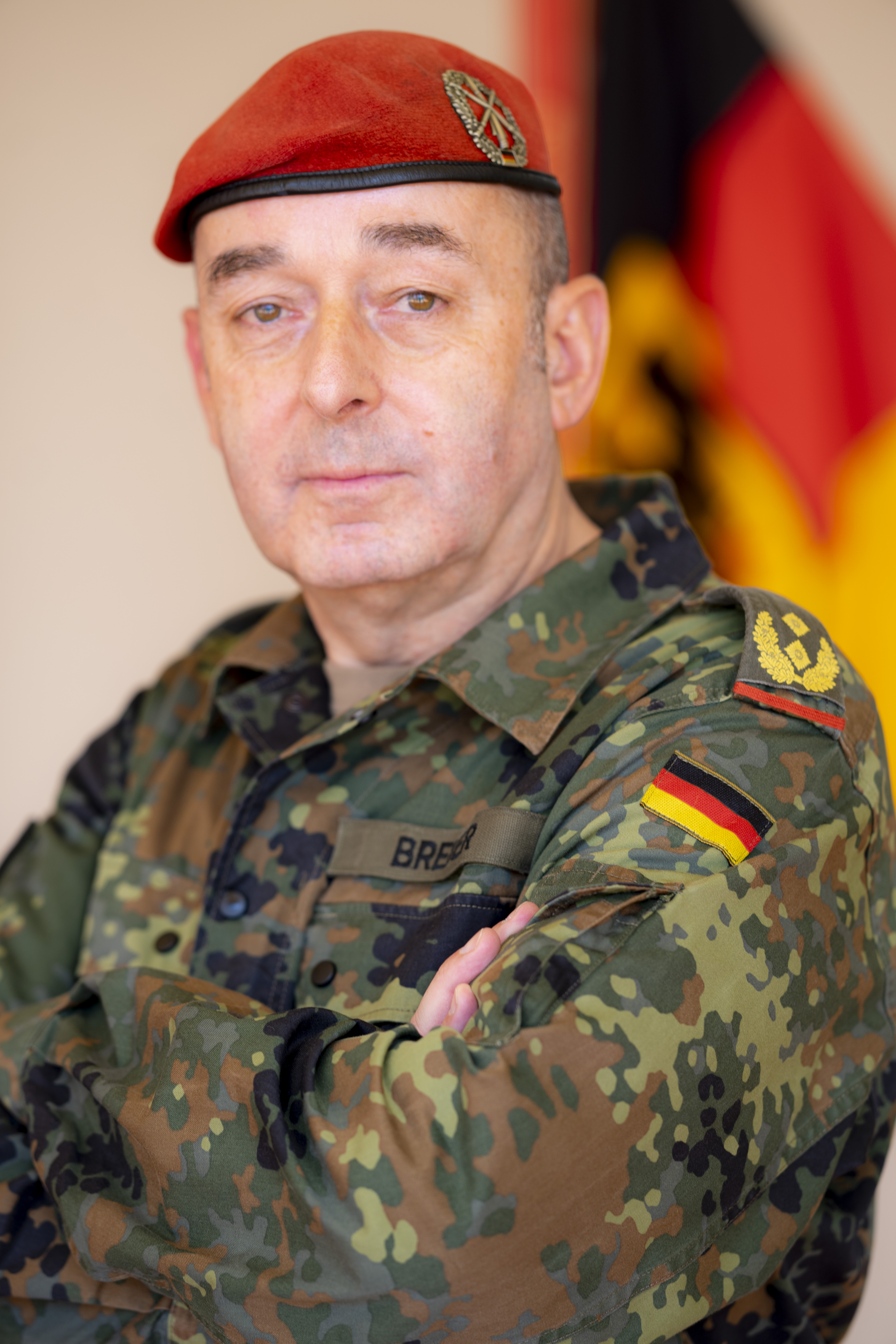
Carsten Breuer als Generalmajor der Bundeswehr (2020)

Generalmajor ist ein militärischer Dienstgrad in Deutschland und Österreich. Gegenstücke in anderen Streitkräften wie der Schweizer Armee sind Divisionär und Divisionsgeneral.

## Etymologie
Die Bezeichnung „Generalmajor“ (auch die entsprechenden, ähnlich- oder gleichlautenden englischen und anderssprachigen Bezeichnungen) setzt sich aus den Begriffen „General“ und „Major“ zusammen. Bevor im 18. Jahrhundert französierende Dienstgradbezeichnungen in deutschsprachige Streitkräfte Einzug hielten und die Dienstgradbezeichnung „Major“ die Bezeichnung „(Feld-)Wachtmeister“ verdrängte, war die Dienstgradbezeichnung „General(feld)wachtmeister“ üblich. Analog der Reihung Major-Oberstleutnant-Oberst ist der Generalmajor auf höherer Führungsebene dem höherrangigen General und dem Generalleutnant (seinerseits Stellvertreter des Generals) als „dritter Mann“ zugeteilt. Da die Dienstgradabzeichen eines Generalmajors in vielen Streitkräften, darunter die Bundeswehr oder die Streitkräfte der Vereinigten Staaten, häufig zwei Sterne zeigen, wird der Generalmajor umgangssprachlich häufig auch als „Zweisternegeneral“ bezeichnet.

## Bundeswehr
Der Dienstgrad Generalmajor wird durch den Bundespräsidenten mit der Anordnung des Bundespräsidenten über die Dienstgradbezeichnungen und die Uniform der Soldaten auf Grundlage des Soldatengesetzes festgesetzt.

### Befehlsbefugnis und Dienststellungen
In der Bundeswehr ist der Generalmajor ein Offiziersdienstgrad, der gemäß der Zentralen Dienstvorschrift (ZDv) A-1420/24 „Dienstgrade und Dienstgradgruppen“ zur Dienstgradgruppe der Generale zählt. Aufgrund der Zugehörigkeit zur Dienstgradgruppe der Generale können Soldaten im Dienstgrad Generalmajor auf Grundlage des § 4 („Vorgesetztenverhältnis auf Grund des Dienstgrades“) der Vorgesetztenverordnung innerhalb der dort gesetzten Grenzen Soldaten der Dienstgradgruppen Mannschaften, Unteroffizieren ohne und mit Portepee, Leutnanten, Hauptleuten und Stabsoffizieren Befehle erteilen.
Die Generalmajore dienen wie die meisten Generale vorwiegend auf Stabsposten und in der Regel nicht in der „kämpfenden“ Truppe als militärische Führer. Typisch sind Verwendungen in leitenden Funktionen als Abteilungsleiter besonders wichtiger Abteilungen in Kommandobehörden, im Ministerium oder in Einrichtungen der NATO. Generalmajore sind Amtschef oder Kommandeure besonders wichtiger Ämter und höherer Kommandobehörden, die häufig direkt unterhalb der Führungsstäbe des jeweiligen militärischen Organisationsbereichs oder bei der NATO angesiedelt sind. Die Kommandeure der beiden wichtigsten Lehreinrichtungen der Bundeswehr (Zentrum Innere Führung und Führungsakademie der Bundeswehr) sind ebenfalls Generalmajore. Sie sind ferner Chef des Stabes im Kommando Heer, Kommando Luftwaffe und im Kommando Streitkräftebasis. Im Kommando Einsatzverbände Luftwaffe, Multinationales Kommando Operative Führung und im Einsatzführungskommando sind Generalmajore stellvertretende Kommandeure (bzw. stellvertretende Befehlshaber) und teils Chef des Stabes. Einige wenige Generalmajore werden in der Truppe auch „klassisch“ als militärische Führer von Großverbänden eingesetzt. Typische Verwendungen im Heer sind Divisionskommandeur oder stellvertretender Kommandierender General. Aufgrund der geschilderten und ähnlicher Dienststellungen können Soldaten im Dienstgrad Generalmajor in den in der Vorgesetztenverordnung aufgezählten Fällen allen dienstlich oder fachlich unterstellten Soldaten Befehle erteilen. (Divisions-)kommandeure, Amtschefs usw. sind als Einheitsführer Disziplinarvorgesetzter der ihnen truppendienstlich unterstellten Soldaten gemäß Wehrdisziplinarordnung.

### Ernennung, Besoldung und Altersgrenze
Gesetzliche Grundlagen für die Ernennung zum Generalmajor setzt die Soldatenlaufbahnverordnung (SLV) und ergänzend die Zentrale Dienstvorschrift (ZDv) 20/7. Im Detail sind die Laufbahnen dort aber nur bis zum Dienstgrad Oberst reglementiert. Die Ernennung zum Generalmajor ist dagegen im Wesentlichen eine vom Dienstherrn aufgrund der Eignung und Leistung des Soldaten zu treffende Entscheidung, die kaum weiteren Voraussetzungen unterliegt. Zum Generalmajor werden in der Praxis üblicherweise nur Berufsoffiziere ernannt. Nach der Soldatenlaufbahnverordnung gilt sinngemäß, dass die Dienstgrade in der Anordnung des Bundespräsidenten beschriebenen Reihenfolge regelmäßig durchlaufen werden sollten und eine Mindestdienstzeit im vorangehenden Dienstgrad von mindestens einem Jahr die Regel sein sollte; in der Praxis waren Generalmajore zuvor mehrere Jahre Brigadegenerale. In der Praxis haben die meisten Generalmajore den Lehrgang Generalstabs-/Admiralstabsdienst an der Führungsakademie der Bundeswehr oder einen äquivalenten Lehrgang an einer entsprechenden Einrichtung eines anderen Landes absolviert.
Generalmajore werden nach der Bundesbesoldungsordnung (BBesO) mit B 7 besoldet.
Als besondere Altersgrenze für Generalmajore wurde die Vollendung des 62. Lebensjahres festgesetzt.

### Dienstgradabzeichen
Das Dienstgradabzeichen für Generalmajore zeigt goldenes Eichenlaub und zwei goldene Sterne als Schulterabzeichen. Die Unterlagen der Schulterklappen (bei Heeresuniformträgern entsprechend auch die Flachlitzen) sind hochrot.

### Äquivalente, nach- und übergeordnete Dienstgrade
Den Dienstgrad Generalmajor führen nur Heeres- und Luftwaffenuniformträger. Marineuniformträger (außer Sanitätsoffiziere) derselben Rangstufe führen den Dienstgrad Konteradmiral. Die ranggleichen Sanitätsoffizierdienstgrade sind die nach Uniformträgerbereich unterschiedlich lautenden Dienstgrade Generalstabsarzt bzw. Admiralstabsarzt (erste Dienstgradbezeichnung für Heeres- und Luftwaffenuniformträger; letzte Dienstgradbezeichnung für Marineuniformträger). In den Streitkräften der NATO ist der Generalmajor zu allen Dienstgraden mit dem NATO-Rangcode OF-7 äquivalent.
Im Sinne der ZDv 14/5 und der Anordnung des Bundespräsidenten ist der Generalmajor über dem rangniedrigeren Brigadegeneral bzw. Flottillenadmiral und unter dem ranghöheren Generalleutnant bzw. Vizeadmiral eingeordnet (erste Dienstgradbezeichnung jeweils für Heeres- und Luftwaffenuniformträger; zweite Dienstgradbezeichnung für Marineuniformträger). Die zum Brigadegeneral ranggleichen Sanitätsoffizierdienstgrade sind die nach Approbationsrichtung und Uniformträgerbereich unterschiedlich lautenden Dienstgrade Generalarzt, Generalapotheker bzw. Admiralarzt (erste beiden Dienstgradbezeichnungen für Heeres- und Luftwaffenuniformträger; letzte Dienstgradbezeichnung für Marineuniformträger). Die zum Generalleutnant ranggleichen Sanitätsoffizierdienstgrade sind die nach Approbation und Uniformträgerbereich unterschiedlich lautenden Dienstgrade Generaloberstabsarzt bzw. Admiraloberstabsarzt (erste Dienstgradbezeichnung für Heeres- und Luftwaffenuniformträger; letzte Dienstgradbezeichnung für Marineuniformträger).
| Offizierdienstgrad |                                                              |                                                                       |
| Niedrigerer Dienstgrad |                                                              | Höherer Dienstgrad                                                    |
| Brigadegeneral Flottillenadmiral Generalarzt Generalapotheker Admiralarzt                                                       | Generalmajor Konteradmiral Generalstabsarzt Admiralstabsarzt | Generalleutnant Vizeadmiral Generaloberstabsarzt Admiraloberstabsarzt |
| Dienstgradgruppe: Mannschaften – Unteroffiziere o.P. – Unteroffiziere m.P. – Leutnante – Hauptleute – Stabsoffiziere – Generale |                                                              |                                                                       |

## Nationale Volksarmee
In der Nationalen Volksarmee und den anderen bewaffneten Organen der Deutschen Demokratischen Republik war der Generalmajor (GenMaj auch GM) der niedrigste Dienstgrad in der höchsten Gruppe der Offiziersdienstgrade. Der Dienstgradinhaber hatte in der Regel eine akademische Ausbildung an der Generalstabsakademie der UdSSR in Moskau (heute: Militärakademie des Generalstabes der Streitkräfte der Russischen Föderation).
Die Ranginsignien, Schulterstück, Arabesken, Lampassen, Waffenfarben etc. wurden, nach Lesart der Staats- und Parteiführung, als Fortsetzung der militärischen Traditionen der Weimarer Republik weitgehend beibehalten.

Das Schulterstück bestand aus zwei geflochtenen goldfarbenen Schnüren mit dünner Einlage aus einer etwas dünneren silbernen Doppelschnur, auf Tuchunterlage in zugehöriger Waffenfarbe. Der fünfzackige Rang-Sterne (ø = 17,5 mm) für Generalsränge bis Generaloberst (auch Konteradmiral bis Flottenadmiral), unterscheidet sich deutlich vom viereckigen Rangstern für Offiziere und Fähnriche (ø = 12,5 mm). Die Untergrundfarbe für Schulterstücke, Lampassen, Arabesken und Paspelierung bezeichnete die Zuordnung zur betreffenden Teilstreitkraft bzw. Truppengattung. Der dem GenMaj entsprechende Dienstgrad der Volksmarine war Konteradmiral. 

Gemäß NATO-Rangcode war der Generalmajor der NVA mit OF-6 eingestuft und entsprach damit dem Brigadegeneral der Bundeswehr.
Waffenfarben
- LaSK = Hochrot (auch MfS und ZV)
- LSK/LV = Himmelblau
- Grenztruppen = Grün

| Dienstgrad        |                             |                        |
| niedriger: Oberst | Generalmajor(Konteradmiral) | höher: Generalleutnant |

## Reichsheer, Reichswehr, Wehrmacht und Waffen-SS
| Generalmajor (NS-Staat bis 1945) | Generalmajor (NS-Staat bis 1945) | Generalmajor (NS-Staat bis 1945) | Generalmajor (NS-Staat bis 1945) | Generalmajor (NS-Staat bis 1945) | Generalmajor (NS-Staat bis 1945) | Generalmajor (NS-Staat bis 1945) |
| Heer                             | Heer                             | Heer                             |                                  | Luftwaffe                        | Luftwaffe                        | Luftwaffe                        |
| -------------------------------- | -------------------------------- | -------------------------------- | -------------------------------- | -------------------------------- | -------------------------------- | -------------------------------- |
|                                  |                                  |                                  |                                  |                                  |                                  |                                  |
| Arabeske                         | Schulterstück                    | Tarnanzug                        | Kragenspiegel                    | Schulerstück                     | Fliegeranzug                     |                                  |

Mit der Reichsgründung 1871 wurden die Dienstgrade des preußischen Heeres auf das Reichsheer übertragen, die dann auch von Reichswehr und Wehrmacht übernommen wurden. In den deutschen Armeen wurde bis Ende des Zweiten Weltkriegs der Dienstgrad Generalmajor für die Befehlshaber der Ebene Brigade/Division, häufig auch für die Kommandeure einer militärischen Behörde oder Einrichtung verwendet. Ab 1940 war die Dienstgradbezeichnung von SS-Brigadeführern, die in der Waffen-SS dienten, SS-Brigadeführer und Generalmajor der Waffen-SS und bildete damit das Äquivalent zum Generalmajor der Wehrmacht. In der Rangfolge her entspricht der damalige Generalmajor heute dem Brigadegeneral, folgerichtig wurden ehemalige Generalmajore der Wehrmacht bei Einstellung in die Bundeswehr als Brigadegeneral übernommen.
| Dienstgrad        |                              |                        |
| niedriger: Oberst | Generalmajor (Konteradmiral) | höher: Generalleutnant |

## Bundesheer und Wachkörper (Österreich)
Nach der Wiedererrichtung der Republik 1945 wurde der Titel Generalmajor von der Regierung dem Unterstaatssekretär für Heereswesen Franz Winterer verliehen, der allerdings wegen des Einspruchs der Besatzungsmächte sein Amt nicht ausüben durfte.
Mit der Wiedergewinnung der Souveränität 1955 wurde auch der Titel Generalmajor wieder eingeführt. Diesem nachgeordnet war bald der Titel „Brigadier“ als niedrigste Generalscharge. Zwischen 1980 und 2002 wurde nach Schweizer Vorbild anstatt „Generalmajor“ die Bezeichnung „Divisionär“ verwendet. Allerdings wurde der Rang Generalmajor während Auslandseinsätzen weiterhin vergeben. Das Rangabzeichen enthielt bis 1980 einen Stern, seitdem – angepasst an internationale Usancen – zwei Sterne. Die aktuell gültigen Dienstgrade traten mit 1. Dezember 2002 in Kraft.
Außerdem wird die Verwendungsbezeichnung Generalmajor für Leitende Beamte (E1) der Exekutive in Österreich verwendet; dazu gehören Bundespolizei und Justizwache. Da es sich bei den genannten Wachkörpern um zivile Körperschaften handelt, die lediglich nach militärischem Muster organisiert sind, handelt es sich jedoch nicht um „Polizeioffiziere“, sondern sie führen lediglich Offiziersränge als Verwendungsbezeichnung. Im Übrigen ist ein direkter Vergleich mit den Dienstgraden des Bundesheeres nicht möglich, da in der Bundespolizei Aufgaben, die im militärischen Bereich einem niedrigrangigen Offizier zukommen, von hochrangigen dienstführenden Beamten (E 2a), also Angehörigen der mittleren Laufbahnebene, wahrzunehmen sind.

Weitere Rangabzeichen Generalmajor (OF-7)
Paroli Feldmarschalleutnant k.u.k. Armee
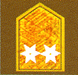
Generalmajor Feldanzug Bundesheer
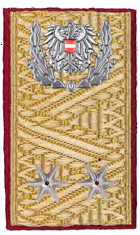
Generalmajor Aufschubdistinktion Bundespolizei

| Niedrigerer Dienstgrad Brigadier                                                                                     | Dienstgrad Generalmajor | Höherer Dienstgrad Generalleutnant |
| Einordnung: Rekruten – Chargen – Unteroffiziere – Offiziere Alle Dienstgrade auf einen Blick: Bundesheer-Dienstgrade |                         |                                    |

### Gemeinsame Armee

K.u.k. Generalmajor

In Österreich wurde wie in anderen Ländern Ende des 18. Jahrhunderts die niedrigste Generalscharge „Generalfeldwachtmeister“ durch die Dienstgradbezeichnung „Generalmajor“ ersetzt. Die nunmehrige Reihenfolge lautete Generalmajor, Feldmarschalleutnant, General (Feldzeugmeister), Feldmarschall.

## Schweizer Armee
In der Schweizer Armee ist mit dem deutschen Generalmajor der Divisionär vergleichbar.

## Französische Streitkräfte
Der Begriff major-général bezeichnet in den französischen Streitkräften keinen Dienstgrad, sondern die Dienststellung des unter einem höherrangigen General oder Admiral dienenden Chef des Stabes. Der dem deutschen Generalmajor entsprechende Dienstgrad ist hingegen der „Général de division“. Die oft gebrauchte wörtliche Übersetzung in „Divisionsgeneral“ ist irreführend, da diese Bezeichnung im deutschen Militär nicht existiert (hat).

## Verteidigungskräfte Osttimors

Major-general der F-FDTL

In den Verteidigungskräften Osttimors (F-FDTL) hatte der militärische Oberbefehlshaber Taur Matan Ruak seit 2009 den Rang eines Major-general. Nach seinem Abschied 2011 wurde sein Nachfolger Lere Anan Timur zum Major-general befördert.

## Russische Föderation
Die Streitkräfte der Russischen Föderation haben im Jahre 1991 den ähnlich dem deutschen Dienstgrad Generalmajor lautenden general-major (kyrillisch: генера́л-майо́р) der Streitkräfte der Sowjetunion übernommen. Dort bezeichnet er den niedrigsten Dienstgrad der Generäle und entspricht im westlichen Verständnis dem eines Brigadegenerals.
| Dienst- grad  | Generalmajor Streitkräfte der Russischen Föderation | Generalmajor Streitkräfte der Russischen Föderation | Generalmajor Streitkräfte der Russischen Föderation | Generalmajor Streitkräfte der Russischen Föderation | Generalmajor Streitkräfte der Russischen Föderation | Generalmajor Streitkräfte der Russischen Föderation | Generalmajor Streitkräfte der Russischen Föderation | Generalmajor Streitkräfte der Russischen Föderation |
| ------------- | --------------------------------------------------- | --------------------------------------------------- | --------------------------------------------------- | --------------------------------------------------- | --------------------------------------------------- | --------------------------------------------------- | --------------------------------------------------- | --------------------------------------------------- |
| Schulterstück |                                                     |                                                     |                                                     |                                                     |                                                     |                                                     |                                                     |                                                     |
|               | … WT, LLT (1994–2010)                               | … Paradeuniform LSK, WT, LLT (1994–2010)            | … LSK (1994–2010)                                   | … LaSK, SRR (1994–2010)                             | … Paradeuniform LaSK, SRR (1994–2010)               | … Felduniform (1994–2010)                           | … Nationalgarde (2016 ⇒ …)                          | … Polizei                                           |

## Rote Armee bis 1946

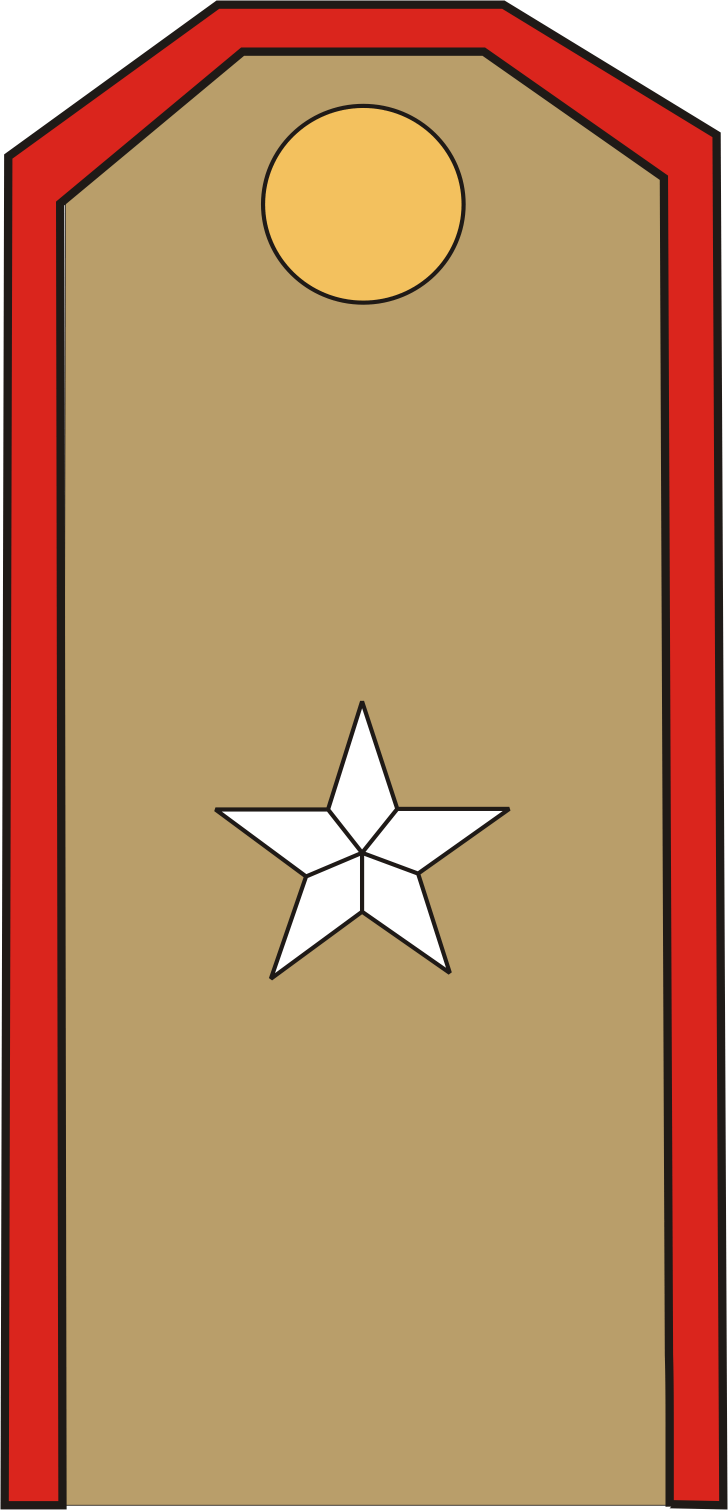
Generalmajor (Felduniform)

In der Roten Armee der Sowjetunion wurden am 7. Mai 1940 die Generalsränge wieder eingeführt. Der bisher als Brigadekommandeur (KomBrig) bezeichnete Dienstgrad wurde zum Generalmajor. Der Generalmajor war der niedrigste Dienstgrad in der Gruppe der Generale. Er war mit dem Generalmajor der Wehrmacht vergleichbar.

## Spanische Streitkräfte
In den spanischen Streitkräften heißt der mit dem deutschen Generalmajor vergleichbare Dienstgrad General de División.

## Streitkräfte der Vereinigten Staaten

Major General

In der United States Army, der United States Air Force, der United States Space Force und dem United States Marine Corps ist der Major General ein Dienstgrad, der mit dem deutschen Generalmajor vergleichbar ist. In der Hierarchie steht dieser über dem Brigadier General und unter dem Lieutenant General. Ein Major General führt operativ eine Division mit vier bis sechs Brigaden und damit 15.000–20.000 Soldaten. Ansonsten sind Major Generals ranghohe Offiziere in Stäben. Die US-Soldstufe ist O-8. Der NATO-Rangcode ist OF-7.
Es ist der höchste Dienstgrad, zu dem ein Offizier in den Streitkräften der Vereinigten Staaten regulär befördert werden kann. Für alle höheren Dienstposten muss der Offizier vom Präsidenten nominiert und vom Senat mit einfacher Mehrheit bestätigt werden.